# Radio Resource Control
Radio Resource Control (RRC) är ett protokoll som används i UMTS, LTE och 5G-standarderna när en användarutrustning hälsar på en basstation och ber om resurser.